# 盧修斯·富特
盧修斯·哈伍德·富特（英語：Lucius Harwood Foote，1826年4月10日—1913年6月4日），是第一任美國駐朝鮮公使，任職時間為1883年至1885年。

## 早年
盧修斯·富特（Lucius Foote）於1826年4月10日出生在紐約州溫菲爾德，父親是牧師盧修斯·富特（Lucius Foote），母親是伊萊克塔·哈伍德（Electa Harwood）。1862年，與羅絲·弗羅斯特·卡特（Rose Frost Carter）1885年結婚。

## 前朝鮮時代
盧修斯·富特（Lucius Foote）於1871年12月21日至1875年12月13日擔任加州國民警衛隊副官。

## 美國駐朝鮮公使
1882年5月，朝鮮和美國在濟物浦港（今仁川）簽訂通商條約。該條約要求美國在朝鮮有政治存在。一年後，富特被任命為“特命全權公使”，美國駐朝鮮公使。然而，由於貿易量低迷，1884年7月，富特被降職為“駐地大臣”。1884年8月，他從敏氏家族購買了韓屋風格的房屋，並由此建立了美國公使館。他與霍勒斯·艾伦共用這棟大樓。1885年1月，當盧修斯·富特辭職並離開首爾時，福久取代了他。

## 晚年
盧修斯·富特，退休後前往加利福尼亞州舊金山。1913年6月4日他在那裡去世。

## 外部連結
- Political Graveyard （页面存档备份，存于）